# Samjhauta Express
Le Samjhauta Express (hindi : समझौता एक्सप्रेस, ourdou : سمجھوتہ ایکسپریس, soit « L'Express du Compromis » en hindoustani) est une ligne ferroviaire qui relie Delhi et Atari en Inde et Wagah et Lahore au Pakistan.

## Historique
Le service commence sur 42 kilomètres entre Amritsar et Lahore le 22 juillet 1976 à la suite des accords de Shimla.
Le parcours a été interrompu quelque temps à cause du passage de la frontière entre Attari et Wagah.
Indian Railways et Pakistan Railways fournissent alternativement les voitures et les locomotives, tous les six mois.
Le 19 février 2007, la ligne a été la cible de deux bombes.
Depuis le 8 août 2019, à la suite de décision prise par les autorités pakistanaises, la ligne est retirée de la circulation, en réaction à l'évolution des contentieux au Cachemire,.